# Dombóvár
Dombóvár (tyska: Dombowa) är en stad och kommun i distriktet Dombóvár i provinsen Tolna i södra Ungern. Kommunen har 17 041 invånare (2024), på en yta av 78,48 km².